# Гордон Катерина Вікторівна
Катерина Вікторівна Гордон шикса (Катя Гордон шикса, уроджена Прокоф'єва; нар. 19 жовтня 1980, Москва, РРФСР, СРСР) — російський юрист, телеведуча, журналістка і правозахисниця.

## Біографія
Катерина Гордон народилася 19 жовтня 1980 року в Москві.
Навчалася в гуманітарній гімназії № 1507 і паралельно в економічній школі старшокласників при Міжнародному університеті.
Має 3 вищих освіти:
МПДУ ім. Леніна, де навчалася на факультеті педагогіки і психології та отримала спеціальність психолог, соціальний працівник.
Вищі курси сценаристів і режисерів (ВКіР) майстерня П. Е. Тодоровського (режисер ігрового кіно).
У 2005 році дипломний фільм отримав гран-прі міжнародного фестивалю «Нове кіно. 21 століття».
Московський державний юридичний університет імені О. Е. Кутафіна (МГЮА) факультет «Цивільне право» спеціальність юрист, закінчила з відзнакою.
З початку 2000-х років працювала на радіостанціях: «Маяк», «Національна служба новин», «Мегаполіс» [Архівовано 28 березня 2020 у Wayback Machine.], «Культура» [Архівовано 13 березня 2022 у Wayback Machine.], «Говорить Москва».
Була ведучою кількох ТБ проектів: ПРО2ТВ («Розмова без правил»), Перший канал («Міські піжони»), Телеканал Зірка («інша сторона Легенди»)., ТВЦ («Времечко»).
З 2014 року Катерина Гордон є активним правозахисником і власницею власної юридичної компанії «Гордон і сини» [Архівовано 14 травня 2020 у Wayback Machine.].
У 2013 році отримала два «Золотих грамофона»: як автор музики і слів за пісню «Забирай рай» у виконанні Ані Лорак, за співавторство пісні «Йди по-англійськи» у виконанні Григорія Лепса і Ані Лорак.
Також Катерина виграла в 2016 році номінацію «Кращий дует» року за версією «Премії Муз-ТВ».

### Родина
- Батько — Віктор Юрійович Подлипчук — фізик;
- Мати — Марина Євгенівна Прокоф'єва — математик, сценарист.

### Особисте життя
З 2000 по 2006 рік перебувала у шлюбі з Олександром Гордоном.
В 2011 і 2013 році двічі виходила заміж за адвоката Сергія Жоріна. Має від шлюбу з ним сина Данила 2012 року народження.
Відомо, що 18 лютого 2017 року, при пологах другого сина Серафима пережила клінічну смерть. Батьком дитини Гордон імовірно є бізнесмен ігор Мацанюк, з яким телеведуча зустрічалася в той період і збиралася заміж за нього .

## Діяльність
У 2013 році Катя Гордон почала вести діяльність як правозахисник. 
Активно виступала захисником колишньої дружини Олександра Кержакова, Катерини Сафронової, Катерини Архарової, Прохора Шаляпіна. 
У 2017 році перейменувала свою юридичну компанію «Гордон і сини» [Архівовано 14 травня 2020 у Wayback Machine.].

### Журналістика та медіа
Автор сценаріїв, п'єси «А чи щаслива дружина президента?», книг: «Стан» (псевдонім Катя Вево), «Вбити інтернет!!!» (роман-утопія), «Кінчені», «Життя для чайників».

### Громадська діяльність
Є організатором (з 2006 року) руху «Непотрібна порода», що пропагандує моду на безпородних собак. У квітні 2012 року виступила одним з організаторів благодійного рок-фестивалю на захист безпритульних тварин.

### Музика
У 2009 році створила музичну поп-рок-групи Blondrock. У лютому 2010 року група надіслала заявку на участь у конкурсі «Євробачення» з піснею в стилі реггі «War is bad», з якою група пройшла в півфінал національного відбору.
30 листопада 2013 року Ані Лорак отримала «Золотий грамофон» за пісню «Забирай рай», автором якої є Катя Гордон.
У 2015 році Гордон почала виступати з живим колективом, під власним ім'ям, виконуючи виключно свої пісні.
Перший офіційний сольний альбом Каті Гордон під назвою «Sex&Drama» вийшов в жовтні 2016 року.
У «скарбничці» Каті Гордон вже понад двісті пісень. Катя пише пісні для свого виконання, так і для інших артистів.

### Вірші
У 2014 році Видавництво АСТ випустило книгу «#стихикатигордон», визнавши Катерину одним з найбільш цитованих сучасних авторів в мережі.
У 2018 році вийшла друга книга віршів Катерини «Я тебе люблю?» у видавництві «РИПОЛ класик».

## Громадянська позиція
У 2022 році підтримала російське вторгнення в Україну. Після нападу ХАМАС на Ізраїль 7 жовтня 2023 року активно підтримувала Палестину. У своєму Telegram-каналі зробила наступну заяву:
|  | Слава Росії! Свободу Палестині! Право на життя та захист усім дітям планети! |